# شیگایوو
شیگایوو (انگلیسی: Shigayevo) یک شهرک در شهرستان بلورتسکی باشقیرستان کشور روسیه است.